# Ermita de Santa Llúcia (Dénia)
L'ermita de Santa Llúcia al municipi de Dénia (Marina Alta, País Valencià), està situada en la partida de Santa Llúcia i s'accedeix a la mateixa pel camí de Santa Llúcia, o bé, per un desviament de la carretera dels Rotes. És Bé de Rellevància Local amb identificador nombre 46.12.010-001.
Es tracta d'un dels exemplars d'edificis religiosos gòtics amb la tipologia dels denominats "de conquesta". Aquest edifici el situaríem, cronològicament, en la primera meitat del segle xv.
És un edifici de nau única, de planta rectangular. L'espai interior està dividit en dos trams per un arc central apuntat. La façana presenta un portal d'accés de carreus amb un arc de mig punt, una cantonada de carreus reforçat amb sòcol, així com una espadanya de cronologia posterior.
La festa se celebra el 13 de desembre, acollint a visitants de Dénia i la seua comarca, fins i tot de comarques veïnes.